# Holothele rondoni
Holothele rondoni là một loài nhện trong họ Theraphosidae.
Loài này thuộc chi Holothele. Holothele rondoni được miêu tả năm 1972 bởi Hippolyte Lucas & Bücherl.